# Suramericano de Natación de 2004 - 50 m pecho femenino
La prueba de 50 m pecho femenino del campeonato sudamericano de natación de 2004 se realizó el 25 de marzo de 2004, el primer día de competencias del campeonato.

## Medallistas
| Evento     | Oro                             | Plata                                 | Bronce                          |
| ---------- | ------------------------------- | ------------------------------------- | ------------------------------- |
| 50 m pecho | Valeria Silva · Perú · 33.30 RC | Agustina De Giovanni Argentina 33.36. | Rebeca Gusmao · Brasil · 33.60. |

RC:Récord de Competición.

## Resultados
| Posición | Carril | Nadador              | Tiempo   |
| -------- | ------ | -------------------- | -------- |
| 1        | 5      | Valeria Silva        | 33.30 RC |
| 2        | 6      | Agustina De Giovanni | 33.36    |
| 3        | 4      | Rebeca Gusmao        | 33.60    |
| 4        | 3      | Javiera Salcedo      | 33.72    |
| 5        | 2      | Mariana Katsuno      | 34.48    |
| 6        | 7      | Catherine Valencia   | 35.23    |
| 7        | 1      | Gloria González      | 35.66    |
| 8        | 8      | María Camacho        | 36.05    |